# Liangang
Liangang (kinesiska: 连岗, 连岗乡) är en socken i Kina. Den ligger i provinsen Heilongjiang, i den nordöstra delen av landet, omkring 95 kilometer norr om provinshuvudstaden Harbin. Antalet invånare är 25 800. Befolkningen består av 12 875 kvinnor och 12 925 män. Barn under 15 år utgör 14,0 %, vuxna 15-64 år 79 %, och äldre över 65 år 6,0 %.
Genomsnittlig årsnederbörd är 833 millimeter. Den regnigaste månaden är juli, med i genomsnitt 217 mm nederbörd, och den torraste är januari, med 8 mm nederbörd.